# Сузен Берн
Сузан Берн (енгл. Suzanne Berne, Вашингтон, 17. јануар 1961) је америчка књижевница, романописац, позната по својим слутним студијама карактера које укључују неочекивану домаћу и психолошку драму у буколичним предграђима. Бернов дебитантски роман, A Crime in the Neighborhood (Злочин у комшилуку), освојио је 1999. Женску награду за белетристику.

## Живот
Берн је похађала Дневну школу Џорџтауна. Образовала се на Универзитету Веслијан и Радионици за писце у Ајови и добила је стипендију Националне задужбине за уметност. Берн је предаваола на Универзитету Харвард и Колеџу Велсли.  Она је ванредни професор енглеског језика на Бостонском колеџу. 
Берн тренутно живи у Бостону са мужем и две ћерке. 

## Каријера
Бернов дебитантски роман, A Crime in the Neighborhood (Злочин у комшилуку), освојио је Женску награду за белетристику. Роман, смештен у 1972. годину, испричан је очима десетогодишње Марше и бележи убиство дечака у мирном предграђу Вашингтона, у позадини скандала Вотергејт који се одвија.
The Ghost at the Table (Дух за столом) истражује драматичну територију између различитих верзија њихове заједничке историје две сестре.
A Perfect Arrangement (Савршени аранжман) говори о сложеном и све узнемирујућем односу између нормалне породице у предграђу и њихове изузетно савршене дадиље.